# Stari Slankamen
Stari Slankamen (serbisch-kyrillisch Стари Сланкамен, Deutsch (veraltet): Alt-Slankamen, ungarisch Szalánkemén, auch Zalánkemén und Sztari Szlankamen,  türkisch Salankamen) ist ein Dorf in der Opština Inđija, in der serbischen Provinz Vojvodina, im östlichen Syrmien.

## Geographie
Stari Slankamen liegt ostsüdöstlich von Novi Sad am rechten Ufer der Donau. Gegenüber dem Ort mündet der Fluss Theiß in die Donau.

## Etymologie
Slankamen bedeutet auf Deutsch ‚Salzstein‘.

## Geschichte
Im 3. Jahrhundert v. Chr. war die Gegend von keltischen Skordiskern bewohnt. Im 1. Jahrhundert wurde das Gebiet durch Römer erobert, die hier eine Siedlung namens Acumincum errichteten, mit einer flavischen Festung zur Kontrolle über die Gebiete jenseits der Theiß. Hier wurden Skulpturen von Jupiter Dolichenus gefunden.
Aus dem 6. und 7. Jahrhundert wurden hier slawische Gräber gefunden, aus der Zeit der Landnahme der Slawen auf dem Balkan. Im Mittelalter war Slankamen ein befestigter Ort und wird 1072 als Castrum Zalankemen erwähnt. Arsenije Sremac, der zweite Erzbischof der Serbischen Orthodoxen Kirche und Nachfolger von Sava I., wurde im nahegelegenen Dorf Dabar geboren. Im 15. Jahrhundert war der Ort zunächst im Besitz der serbischen Despoten Stefan Lazarević und Đurađ Branković, gelangte 1451 unter die Herrschaft der Hunyadi und gehörte ab 1498 Johann Corvinus.
1691 fand hier die Schlacht bei Slankamen statt, 1781 wurde die Ortschaft Novi Slankamen errichtet.
Nach dem Zerfall Österreich-Ungarns 1918 gehörte Slankamen zum SHS-Staat, der 1929 zum Königreich Jugoslawien wurde und damals Teil der Banschaft Donau war. Im Zweiten Weltkrieg wurde der Ort dem kroatischen Staat unter der Herrschaft der Ustascha angeschlossen. Nach dem Krieg gehörte Slankamen zur Sozialistischen Republik Serbien innerhalb der SFR Jugoslawien.

## Bevölkerung
| Zensusjahr | Einwohner | Beleg |
| ---------- | --------- | ----- |
| 1948       | 925       | [ 1 ] |
| 1953       | 928       | [ 1 ] |
| 1961       | 778       | [ 1 ] |
| 1971       | 756       | [ 1 ] |
| 1981       | 638       | [ 1 ] |
| 1991       | 575       | [ 1 ] |
| 2002       | 674       | [ 1 ] |
| 2011       | 543       | [ 1 ] |

- 2002: 674 (485 Serben, 108 Kroaten)

1991 lag der Anteil der kroatischen Bevölkerung bei 38,78 %.

## Galerie

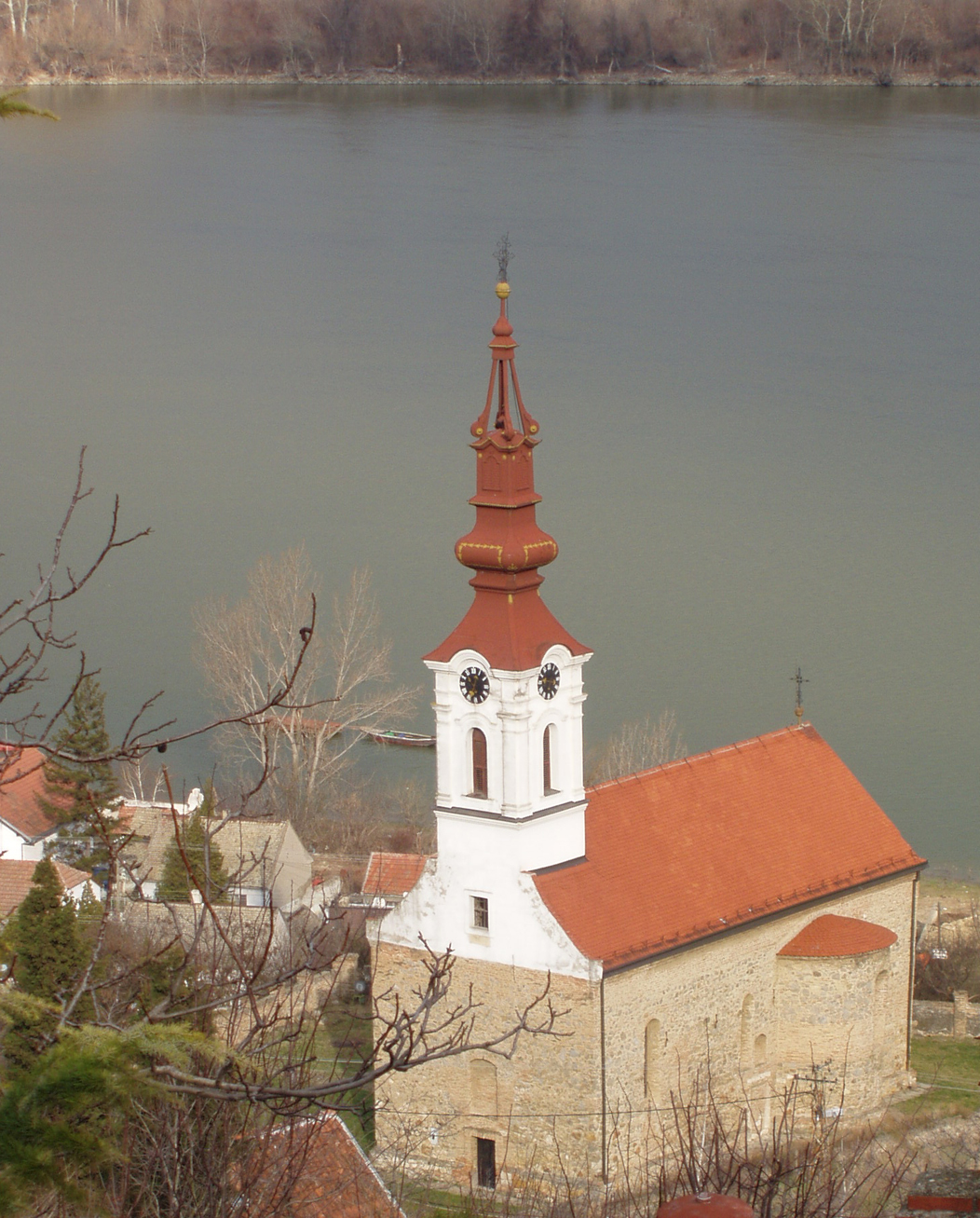
Die Serbisch-orthodoxe Kirche St. Nikolaus
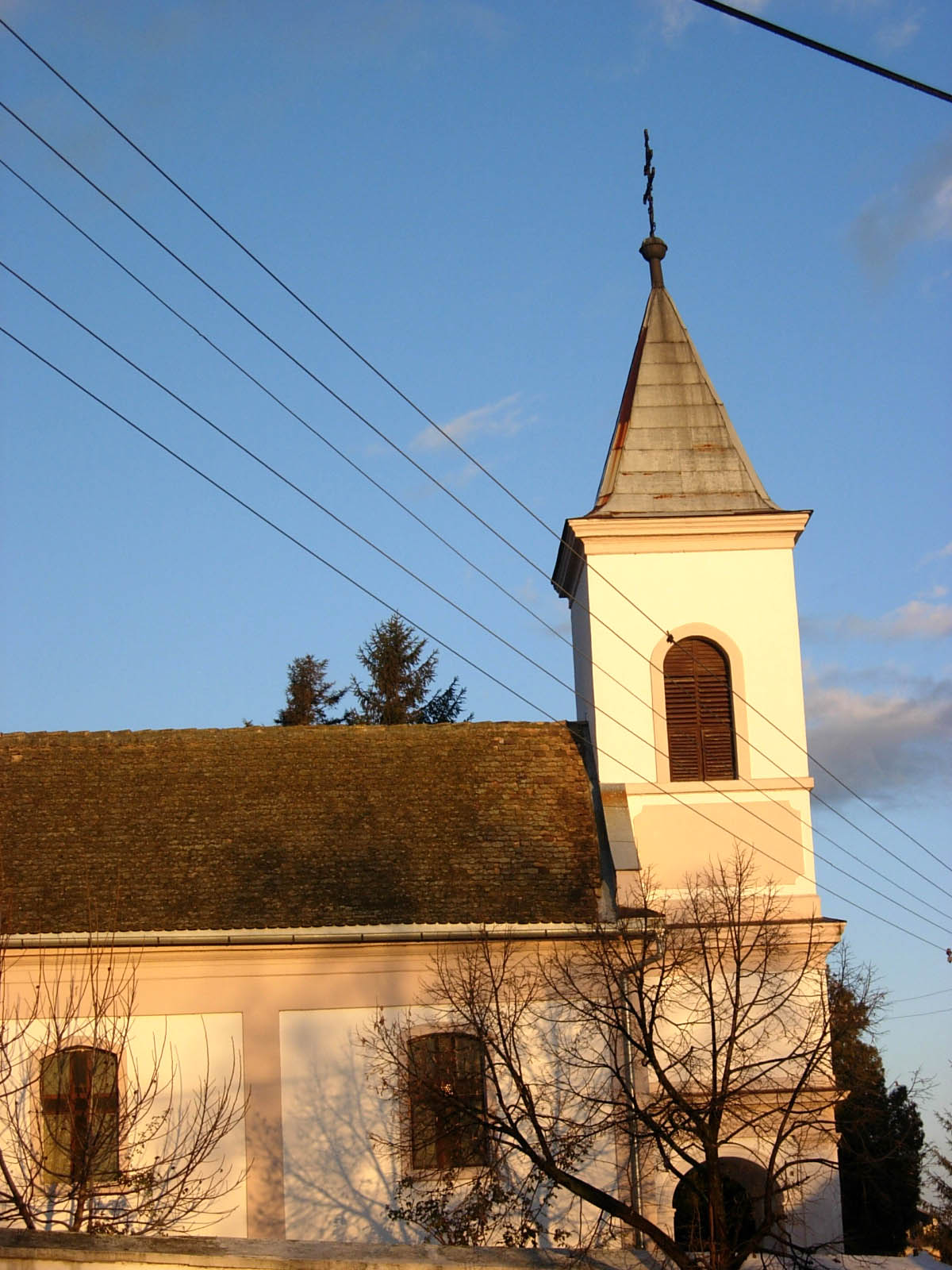
Die Römisch-katholische Kirche
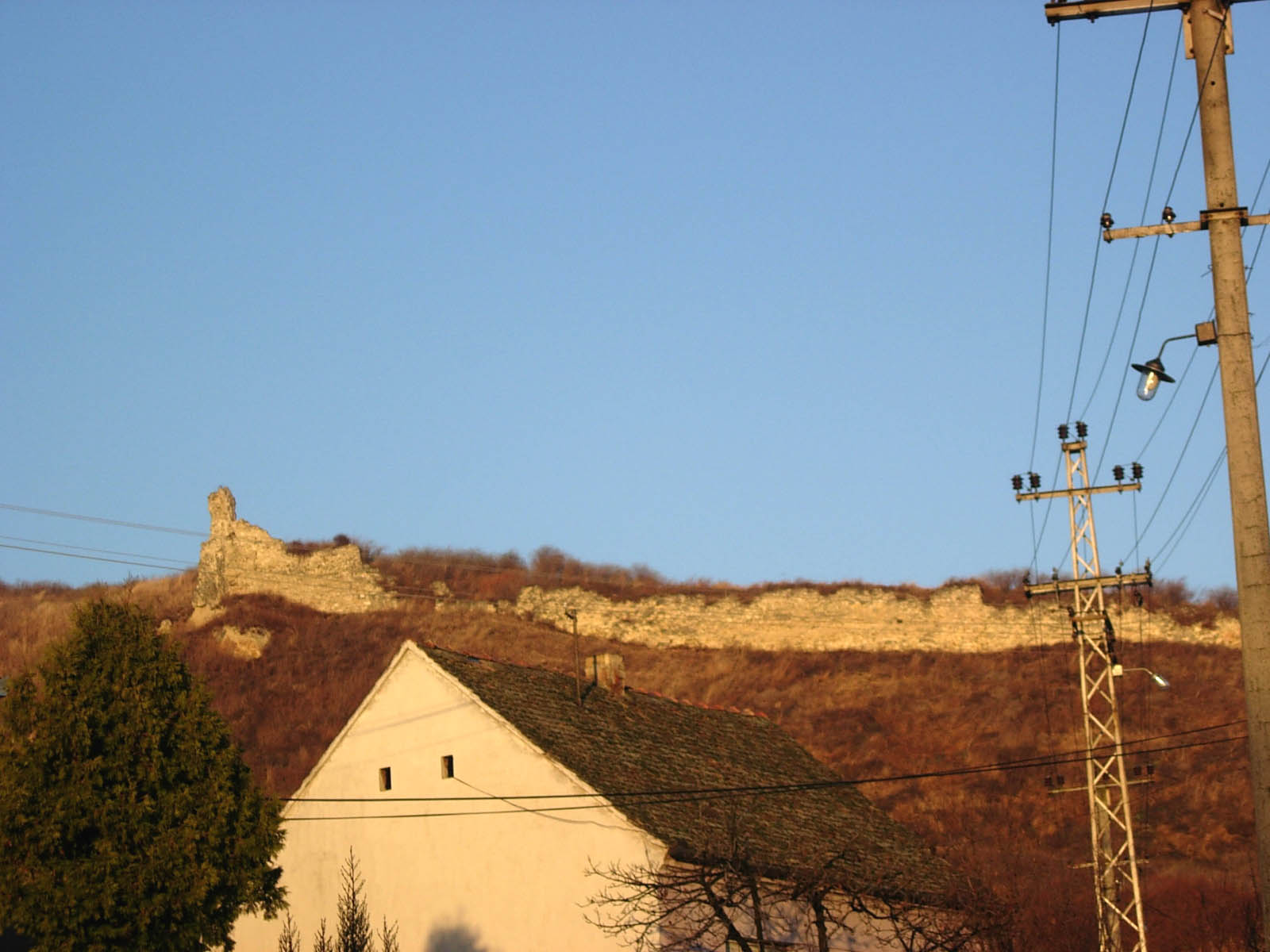
Die mittelalterliche Festung
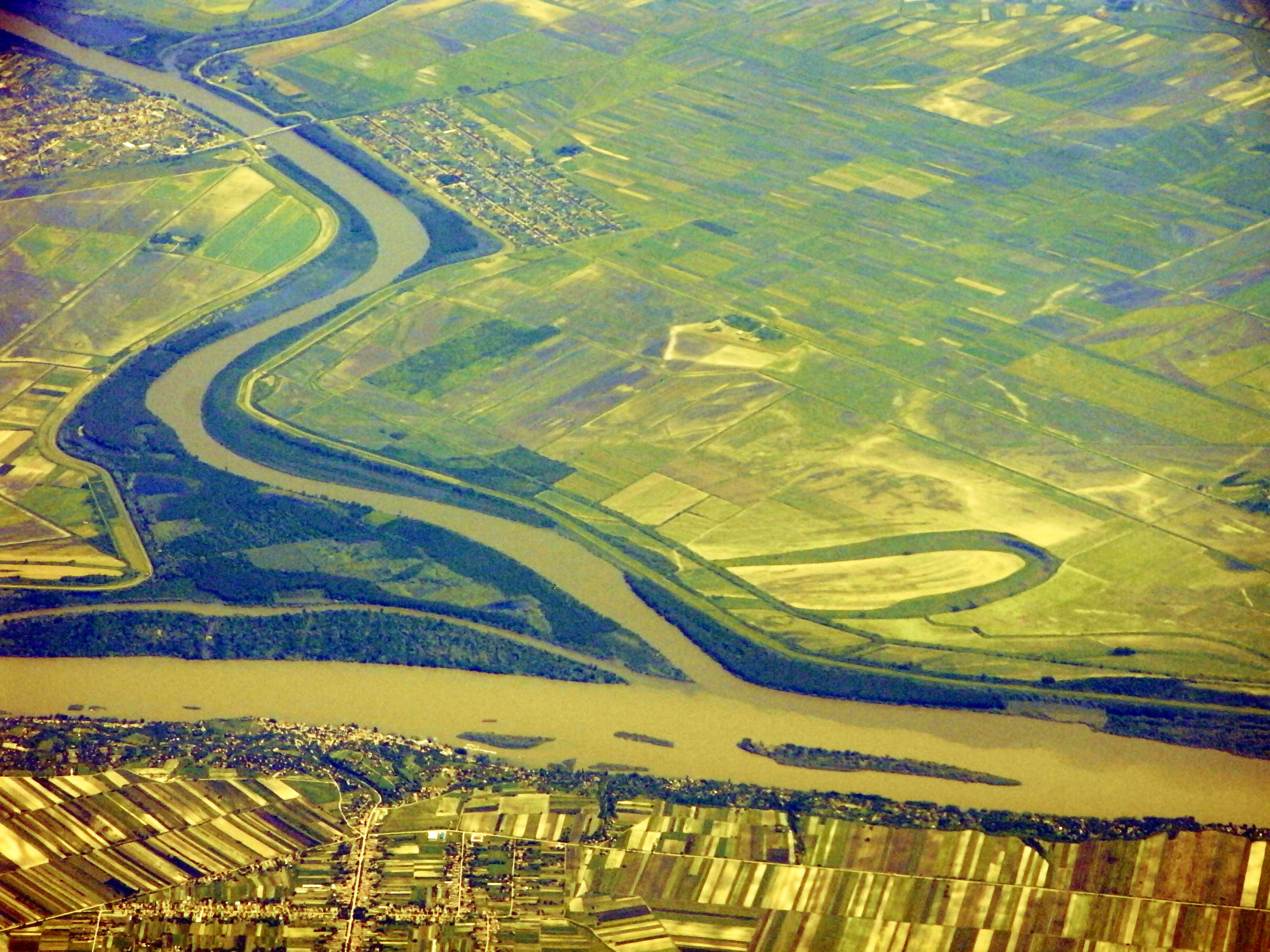
Mündung der Theiß in die Donau bei Stari Slankamen